# 曼迪·米內娜
曼迪·米內娜（英語：Mandy Minella，1985年11月22日—）是盧森堡职业网球女运动员，2002年轉職業。她的WTA生涯最高單打排名為第66（2012年9月17日）。

## 外部連結
- 曼迪·米內娜的国际女子网球协会官方資料（英文）
- 曼迪·米內娜的國際網球總會 職業／青少年 官方資料（英文）
- Fed Cup - Player profile - Mandy MINELLA (LUX) （页面存档备份，存于）